# 용암갈매기
용암갈매기(Lava Gull, 학명 : Larus fuliginosus)는 세계에서 가장 희귀한 종류 중 하나인 큰 갈매기이다. 전체 종이 갈라파고스 제도에 살며, 400쌍 정도가 남아 있는 것으로 추정된다.

## 분포
에카도르 갈라파고스 고유종

## 형태
길이 51 ~ 55cm에 이른다. 온몸이 회갈색, 또는 암회색 깃털로 덮여 있다. 머리는 흑갈색 깃털로 덮여있다. 꼬리털은 연회색으로, 가운데 꼬리털의 색채는 회색이다. 눈 위아래에 하얀 초승달 모양의 얼룩무늬가 들어가 있다. 부리의 색깔은 검은색이며, 끝이 빨갛다. 뒷다리의 색채는 갈색이나 보라색이다. 어린 새끼는 온 몸이 갈색 깃털로 덮여 있다.

## 분류
동물계 척삭동물문, 조류강, 도요목, 갈매기과, 갈매기속으로 분류된 조류이다. 속내에서는 붉은부리갈매기(래핑갈매기)와 가장 가깝다.

## 생태
모래와 암초 해안에 서식한다.
식성은 육식성이며, 어류, 갑각류, 작은 파충류(바다이구아나의 새끼), 조류의 알 등을 먹는다. 캘리포니아 강치가 남긴 음식이나 출산 때 나오는 태반도 먹는다. 또 다른 새들이 잡은 먹이를 빼앗기도 한다. 해안을 저공 비상하면서 먹이를 찾아 해변이나 암석 지대에서 먹이를 잡는다.
사육 형태는 난생이며, 번식기가 되면 쌍이 세력권을 형성한다. 둥지 안에는 경계심이 강하고, 약 1 km 이내에 침입하면 둥지에서 떠난다. 다른 개체의 둥지와 3 km 이상 떨어진 곳 모래 사장과 바위에 둥지를 만들고 해마다 번식(주로 5-10월)을 해서 한번에 두 개의 알을 낳는다. 알을 품는 기간은 약 33일이며, 새끼는 부화 후 약 9주 뒤에 독립 생활을 하며, 어미새는 독립한 새끼에게 2-3주 동안은 음식을 준다.

## 인간과의 관계
항구에서 흔히 볼 수 있고, 항구나 민가 등에서 남긴 고기를 먹기도 한다.
갈라파고스 제도는 대부분이 국립 공원으로 지정되어 있어 개체수는 안정적이다. 갈라파고스 군도의 인구와 관광객 증가에 따른 번식에 침입, 인위적으로 이입되는 동물(개, 고양이, 쥐, 돼지)에 의한 포식, 엘니뇨 등에 의한 개체수 감소가 우려되고 있다.

## 같이 보기
- 갈매기과